# 斯汉卡尔加尔
斯汉卡尔加尔（Shankargarh），是印度北方邦Allahabad县的一个城镇。总人口13116（2001年）。

## 人口
该地2001年总人口13116人，其中男性6956人，女性6160人；0—6岁人口2287人，其中男1154人，女1133人；识字率61.06%，其中男性为69.51%，女性为51.51%。